# San Rafael, Yanga
San Rafael är en ort i Mexiko.   Den ligger i kommunen Yanga och delstaten Veracruz, i den sydöstra delen av landet, 260 km öster om huvudstaden Mexico City. San Rafael ligger 443 meter över havet och antalet invånare är 302.
Terrängen runt San Rafael är kuperad västerut, men österut är den platt. Terrängen runt San Rafael sluttar österut. Runt San Rafael är det ganska tätbefolkat, med 129 invånare per kvadratkilometer. Närmaste större samhälle är Córdoba, 17,9 km nordväst om San Rafael. Trakten runt San Rafael består till största delen av jordbruksmark.